# Городское поселение Зеленоградский
Городско́е поселе́ние Зеленогра́дский — упразднённое муниципальное образование (городское поселение) в Пушкинском муниципальном районе Московской области России.
Административный центр — дачный посёлок Зеленоградский. Площадь территории — 17,24 км².

## Население
| 2006  | 2007  | 2008  | 2009  | 2010  | 2011  |
| ----- | ----- | ----- | ----- | ----- | ----- |
| 2343  | ↘2088 | ↘2019 | ↘1950 | ↗2784 | ↘2564 |
| 2012  | 2013  | 2014  | 2015  | 2016  | 2017  |
| →2564 | ↘2563 | ↗2653 | ↘2584 | ↘2418 | ↘2406 |
| 2018  | 2019  |       |       |       |       |
| ↘2390 | ↗2404 |       |       |       |       |

## История
В ходе муниципальной реформы, проведённой после принятия федерального закона 2003 года «Об общих принципах организации местного самоуправления в Российской Федерации», в Московской области были сформированы городские и сельские поселения.
Городское поселение Зеленоградский было образовано согласно закону Московской области от 8 февраля 2005 г. № 37/2005-ОЗ «О статусе и границах Пушкинского муниципального района и вновь образованных в его составе муниципальных образований».
В состав городского поселения вошли дачный посёлок Зеленоградский и ещё 2 сельских населённых пункта Майского и Ельдигинского сельских округов. Старое деление на сельские округа было отменено позже, в 2006 году.
6 мая 2019 года все городские и сельские поселения Пушкинского муниципального района упразднены и объединены в новое единое муниципальное образование — Пушкинский городской округ.

## Состав городского поселения
| № | Населённый пункт | Тип населённого пункта                 | Население |
| - | ---------------- | -------------------------------------- | --------- |
| 1 | Зеленоградский   | дачный посёлок, административный центр | ↘5325     |
| 2 | Зимогорье        | деревня                                | ↗68       |
| 3 | Нагорное         | деревня                                | ↗168      |